# 牛馬童子像

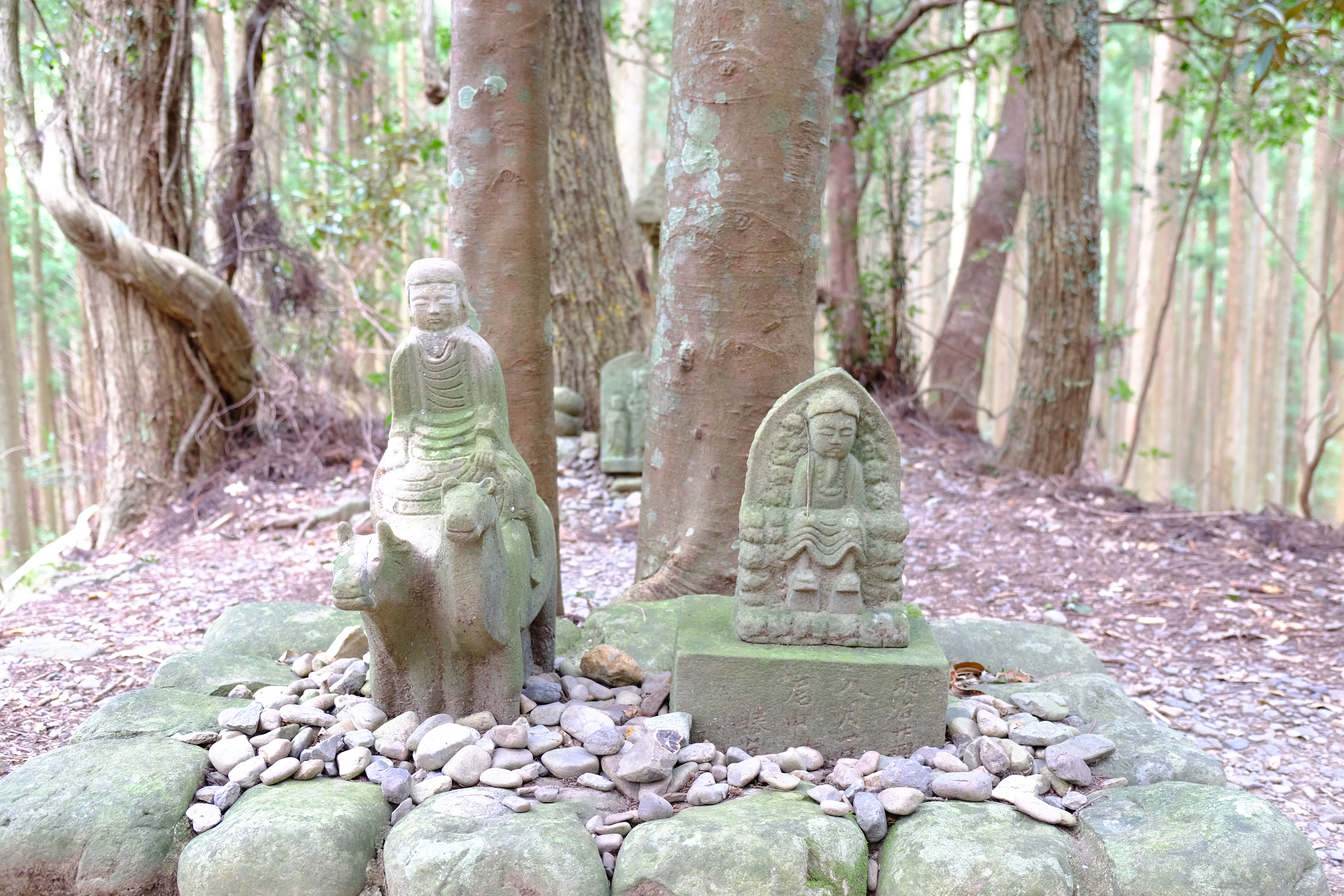
牛馬童子像（2016年8月撮影）

箸折峠の牛馬童子（はしおりとうげのぎゅうばどうじ）は、熊野古道の中辺路（和歌山県田辺市中辺路町近露）にある石像。田辺市指定史跡（1971年7月26日指定）。

## 概要
場所は中辺路、箸折峠近くにある。高さ50cm程度の小さな石像。文字通り、牛と馬の2頭の背中の上に跨った像である。一説には、延喜22年（922年）に熊野行幸を行った花山法皇の旅姿を模して明治時代に作られたとされる。この石像のある箸折峠の由来は、花山法皇が食事のため休憩をした時に、近くの萱を折って箸代わりにしたからといわれている。

## 頭部損壊事件
2008年6月18日午後、牛馬童子像の頭部が何者かによって叩かれて壊され、無くなっているのが発見された（報道による発覚は6月19日）。和歌山県警田辺署は、器物損壊の疑いで調べている。事件発覚後、市職員や地元住民ら延べ約330人が捜索を続けたが発見には至らなかったため、頭部を復元することとなり彫刻家の岡村哲伸に復元を依頼した。和歌山県立博物館で展示されているレプリカの牛馬童子像を作った際の型枠を使用し、石膏で頭部を復元した後、それを参考に胴体と同じ地元産の砂岩を使って頭部を彫るという手順で復元が行われた。
同年10月3日、頭部の複製が完成し、胴体にステンレス製のボルトで取り付けられた。
約2年後の2010年8月16日、市内バス停のベンチにて切断された頭部らしきものが発見、本物と確認された。既に復元は完了しているため頭部の取り扱いは検討中としている。